# Весна Јевремовић
Весна Јевремовић (Шабац, 24. март 1955) српска је математичарка, ванредни професор Математичког факултета Универзитета у Београду у пензији.

## Биографија
Весна Јевремовић је рођена у Шапцу, где је завршила основну школу и први разред гимназије, а заим се уписала у Математичку гимназију у Београду. Средњу школу је завршила са одличним успехом као носилац диплома „Михаило Петровић-Алас“ из математике и физике. По завршетку средње школе уписала се на Природно-математички факултет у Београду, смер Математичка статистика са применама. Редовне студије (1973–77) завршила је са средњом оценом 8.88 и затим се уписала на последипломске студије на истом факултету. Све испите на последипломским студијама је положила са оценом 10, а 1981. године одбранила магистарски рад. Докторску дисертацију, под руководством др Јована Малишића, одбранила је 1991. године.
Од септембра 1978. године до јануара 1987. године радила је као професор у Математичкој гимназији у Београду и у том периоду (1981) положила и стручни испит за професора математике, са одличним успехом. У новембру 1986. године изабрана је за асистента за групу математичких предмета на Грађевинском факултету Универзитета у Београду, а 1992. године је изабрана за доцента на истом факултету. Реизбор за доцента био је 1997, а избор у звање ванредног професора 1998. године, у фебруару. Од школске 2003/04 радила је као ванредни професор на Математичком факултету Универзитета у Београду на Катедри за теорију вероватноће и математичку статистику, где се и пензионисала у децембру 2014. године. Од школске 2016/17 ради као ванредни професор Државног универзитета у Новом Пазару.
На Грађевинском факултету у Београду обављала је функцију продекана за наставу 1996–98. и 2000–02, а на Математичком факултету била је такође на функцији продекана за наставу у периоду од 2012. до 2014. године.
Од страних језика говори француски, а служи се енглеским и руским. Од одласка у пензију живи у Метлићу.

## Научни и стручни рад
У научном раду Весна Јевремовић се определила за неке области теорије случајних процеса и већина њених радова је из тих области. Њени научни радови објављивани су у међународним часописима као и домаћим часописима интернационалног карактера. Њени радови се односе на одређене класе нелинеарних случајних процеса и разматрају базичне особине тих процеса, као и проблеме у вези са маргиналним расподелама посматраних процеса, оцењивањем параметара процеса и могућностима њихове примене.
Објавила је до сада 24 научна рада, у целини, од којих 12 као аутор и 12 као коаутор, а 8 радова је објављено у зборницима са научних скупова као апстракт.

## Публикације
1. Збирка задатака за трећи разред средњег усмереног образовања, коаутор, Стручна књига, Београд, 1984.
2. Статистичка анализа и теорија случајних процеса (са Ј. Малишићем), Научна књига, Београд, 1991, 206 стр. + таблице.
3. Збирка задатака из теорије вероватноће и математичке статистике (са Д. Југовић–Стојановић и М. Марић–Дедијер), Научна књига, Београд, 1992.
4. Математика II – предавања, Грађевински факултет, Београд, 1994, и друго издање 2002.
5. Математика II – задаци, Грађевински факултет, Београд, 1995, и друго издање 2002.
6. Избор задатака из математике I, са елементима теорије, Грађевински факултет, Београд, 1999, друго, допуњено издање 2000, и треће допуњено и кориговано издање 2002.
7. Математика I, предавања, Грађевински факултет, Београд, 2001.
8. Низови, функције, редови (са Љ. Чукићем), Грађевински факултет, Београд, 1995.
9. Интеграли, функције више променљивих, елементи диференцијалне геометрије и нумеричке анализе, Грађевински факултет, Београд, 1995.
10. Вероватноћа и статистика, Грађевински факултет, Београд, 1999, и друго издање 2014.
11. Статистичке методе у метеорологији и инжењерству (са др Ј. Малишићем), Савезни хидрометеоролошки завод, Београд, 2002, и друго издање 2014.
12. Случајни процеси и временске серије (са Ј. Малишићем), Математички факултет, Београд, 2005, и друго издање 2008.
13. Атлас расподела (са Ј. Малишићем, Д. Ђорићем и Е. Николић-Ђорић), Грађевински факултет, Београд, 2007.
14. Одабрана поглавља статистике (редактор са Ј. Малишићем), Државни универзитет у Новом Пазару, Нови Пазар, 2018.
15. Дијалози са Гвендолином: приче црно-беле маце за добро јутро и лаку ноћ, Београд, 2018.